# Таннерминнервейт
Таннерминнервейт (англ. Tunnerminnerwait) — один из последних чистокровных коренных жителей Тасмании, участник вооружённого сопротивления геноциду тасманийцев и британской колонизации Австралии в целом.

## Биография
Таннерминнервейт родился на острове Роббинс у северо-западного побережья Тасмании в семье представителей клана Пейперлойхинер. Его отца звали Кигерньюбойхинер. В возрасте одиннадцати лет он стал свидетелем бойни у мыса Грим, в ходе которой четверо белых сотрудников колониальной Компании Земли Ван-Димена убили около 30 аборигенов, мирно собиравших съедобные растения на берегу моря, и сбросили их тела в воду со скал. Вероятно, это событие повлияло на его дальнейшуюю деятельность.
В 1841 году Таннерминнервейт объединился с группой аборигенов, среди которых была последняя чистокровная тасманийка Труганини, украл у британских колонистов два ружья и стал организовывать нападения на поселенцев, протестуя против заселения Австралии европейцами. Властям потребовалось организовать три военных экспедиции и воспользоваться помощью других аборигенов, чтобы найти и арестовать отряд Таннерминнервейта. В 1842 году Таннерминнервейт, Молбойхиннер и ещё четверо соратников были казнены в Мельбурне по обвинению в убийстве белых колонистов, хотя позднее юристы обнаружили, что судья называл их убийцами ещё до обнаружения доказательств их вины и следовательно должен был быть отстранён от вынесения приговора. Эта казнь осталась единственной в истории Мельбурна. Сегодня на месте их повешения установлен мемориал в память о Таннерминнервейте и Молбойхиннере.